# خدمات جوجل بلاي
خدمات جوجل بلاي (بالإنجليزية: Google Play Services)‏ هي عبارة عن خدمة خلفية خاصة وحزمة واجهة برمجة التطبيقات لأجهزة أندرويد من جوجل. عندما تم تقديمه في عام 2012، قدم الوصول إلى واجهات برمجة تطبيقات جوجل+ و OAuth 2.0. توسعت لتشمل مجموعة متنوعة من خدمات جوجل، مما يسمح للتطبيقات بالتواصل مع الخدمات من خلال الوسائل المشتركة.أجهزة استشعار الجسم خلق

## وصلات خارجية
- خدمات جوجل بلاي على موقع Google Play (الإنجليزية)
- الموقع الرسمي